# Два фунта стерлингов
Два фунта — монета Великобритании, впервые введена как памятная в 1986 году, к Играм Содружества в Шотландии. В период с 1989 по 1996 год в обращение было выпущено крайне мало монет данного номинала.
После проведения исследований было принято решение оставить монету в обращении, после 15 июня 1998 года монета получила новый дизайн.
Монета стала первой биметаллической в Великобритании. Внешнее кольцо состоит из никелистой латуни, содержащей 76 % меди, 20 % цинка, и 4 % никеля, внутренняя часть стального цвета состоит из мельхиора (75 % меди, 25 % никеля). Монета весит 12 граммов и составляет 28,4 миллиметров в диаметре.
Дизайн первой партии 1994 года был простым, так как монеты не предназначались для обращения, они были нужны для пробы. По характеристикам монеты были точно такими же что поступили в обращение, за исключением надписи на гурте «ROYAL MINT TRIAL 1994» (пробный выпуск, королевский монетный двор). На монетах же в обращении нанесена надпись: «DECUS ET TUTAMEN ANNO REGNI XLVI» (Украшая и сохраняя на 46-м году её господства).
Выпуск 1994 года не являлся законным средством платежа, и до 1998 года в продаже монеты находились в качестве сувениров.
Наряду с биметаллической, в 1994 году была выпущена монометаллическая монета номиналом 2 фунта. Монета имела те же надписи и оформление что и биметаллическая, однако была выпущена значительно меньшим тиражом.
По техническим причинам монеты 1997 года, с изображением королевы Елизаветы II не поступили во обращение до июня 1998. На гурте монет до 98 года и после были надписи, «ELIZABETH II DEI GRATIA REGINA F D» и «ELIZABETH II DEI GRA REG FID DEF» соответственно.
Дизайнером первого выпуска был Брюс Рушин. Дизайн монеты следует трактовать так: переход от Железного века (внешнее кольцо) через промышленную революцию к веку интернета и новых технологий. На реверсе изображено девятнадцать взаимосвязанных механизмов. Так как это нечетное число, то механизм не мог провернуться, исключение составила лишь лента Мёбиуса.
Надпись «STANDING ON THE SHOULDERS OF GIANTS» взята из письма сэра Исаака Ньютона Роберту Гуку, в котором он описывает, как его работа была основана на знании тех, которые были до него.
К январю 2009 году в обращение было выпущено 332 миллиона монет данного номинала.